# Terremoto de Orizaba de 1937
El terremoto de Orizaba de 1937 fue un Terremoto que sacudió a Orizaba que dejó 34 muertos y es el segundo temblor más fuerte que se haya registrado en Veracruz.
El terremoto se produjo el 25 de julio de 1937 a las 3:47 de la madrugada en la zona centro de Veracruz, México, con una magnitud de entre 7,7 y 8,0 grados. Causó daño en la zona centro, 34 personas murieron a causa del Terremoto. El epicentro se cree que fue entre Acultzingo, Maltrata y Nogales.
Se reportaron daños en Esperanza, Puebla y daños leves en Ciudad de México y en Oaxaca. Este terremoto es el segundo terremoto de gran alcance en Veracruz y el tercero más mortífero en el estado.